# Хоровац
Хоровац (вірм. խորոված) — це вірменський шашлик, який подають разом з овочами, запеченими на грилі або мангалі.

## Технологія приготування
Хоровац — головна страва на будь-якому вірменському святі. Є непорушне правило: хоровац готують виключно чоловіки. У Вірменії в 80 % випадків його готують зі свинини і не тільки на вугіллі, а й на сковороді.
Для його приготування використовують кілька видів м'яса, наприклад реберця і будь-яку вирізку.
Готовий хоровац із шампура знімають, розкладують та накривають лавашем. Для гарніра використовують печену картоплю, а запивають домашньою горілкою або вином. Важливо, підібрати до цієї страви соус.
Існує два підвиди хорвацу: смажений на мангалі, «карсі хоровац» та тушкований в каструлі — «хазані хоровац».